# Anna Baumgartová
Anna Baumgartová (nepřechýleně Anna Baumgart; * 1966 ve Vratislavi) je polská vizuální umělkyně, fotografka, představitelka kritického umění a feministického umění. Vytváří sochy, instalace, performance, videa, fotografie a umělecká tetování. Ve své tvorbě se dotýká témat souvisejících s problémy současných žen a jejich životních rolí, skrytých konfliktů mezi matkami a dcerami. Feministickou perspektivu používá jako nástroj k diagnostice a kritice společnosti.

## Životopis
Vystudovala na katedře sochařství Akademie výtvarných umění v Gdaňsku a diplom získala v roce 1994). V 90. letech spolupracovala s nejvýznamnějšími uměleckými centry v Gdaňsku.
Od roku 1999 žije ve Varšavě. Několik let vedla kavárnu Cafe Baumgart v Centru současného umění, které založila v roce 1999. V roce 2006 kandidovala ve volbách do místní samosprávy do varšavské městské rady ze seznamu Zelených 2004. Spolupracuje s varšavskou galerií Lokal 30. Má dceru Agátu.

## Vybrané výstavy
- 2014: Zaśpiewajcie, niewolnicy, Bunkier Sztuki w Krakowie
- 2013: Nie pamiętam, ale wyobrażam sobie (Nepamatuji si, ale představuji si), Galeria Labirynt v Lublinu
- 2012: Synekdocha, Centrum současného umění Łaźnia v Gdaňsku
- 2012: Strzeż się tych miejsc (Pozor na tato místa), Galerie umění v Olštýně